# 39314 Moritakumi
Moritakumi (asteroide 39314) é um asteroide da cintura principal. Possui uma excentricidade de 0.29974360 e uma inclinação de 14.29259º.
Este asteroide foi descoberto no dia 19 de outubro de 2001 por BATTeRS em Bisei SG Center.